# Benjamin Robins
Benjamin Robins (1707-29 de julio de 1751) fue un científico, matemático, y pionero de la ingeniería militar británico.
Escribió un tratado sobre armamentística muy influyente en su época, por ser el primero en introducir las matemáticas en el ejército, siendo muy importante en el desarrollo de la artillería durante las segunda mitad del siglo XVIII.

## Primeros años

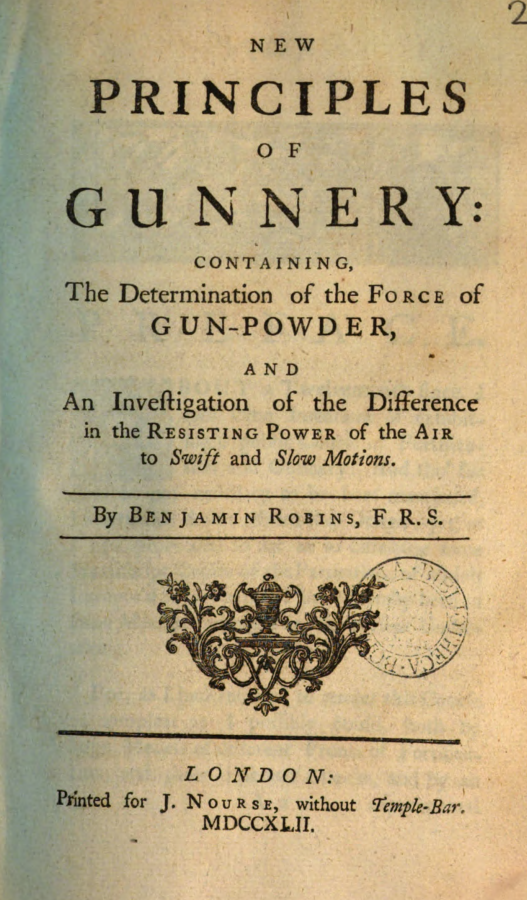
Portada de su obra
Principios de Artillería (1742)

Benjamin Robins nació en Bath. Sus padres eran cuáqueros de escasos recursos económicos, por lo que Robins recibió una educación académica muy escasa. Se trasladó a Londres por recomendación del doctor Henry Pemberton (1694-1771), quien había reconocido su talento, enseñándole matemáticas durante un tiempo, y despertando su interés por la ingeniería y el estudio de las fortificaciones.
Es rápidamente reconocido por la comunidad científica británica y en 1727 empezó a incorporar artículos a las Philosophical Transactions de la Royal Society, en particular sobre la ley de Johann Bernoulli sobre el movimiento y el impacto de los cuerpos sólidos. El mismo año se convirtió en miembro de la Royal Society. Esta notoriedad atrae a muchos estudiantes, lo que le permite financiar sus trabajos de investigación. Nunca enseñó en grupos, prefiriendo impartir clases particulares.
Robins contribuyó a transformar la ingeniería en el Reino Unido, participando en la construcción de puentes, molinos y puertos. Viajó a Flandes para estudiar sus fortificaciones y el drenaje de las tierras. A su regreso a Gran Bretaña todavía escribió varios artículos matemáticos, defendiendo las teorías de Isaac Newton, como durante la polémica Robins-Jurin-Berkeley, que acabó convirtiéndose en una controversia entre Robins y Jurin, a pesar de que ambos defendían los puntos de vista de Newton.

## Científico en armamentística
Robins llevó a cabo una extensa serie de experimentos especialmente en artillería, cuyos resultados se incorporaron a su famoso tratado: New Principles in Gunnery (1742), que contiene una descripción del péndulo balístico, un dispositivo simple de su invención (el primer instrumento que permitía medir la velocidad de una bala, partiendo del principio de conservación de la cantidad de movimiento, y del principio de conservación de la energía mecánica del péndulo).   
También realizó una serie de experimentos importantes acerca de la resistencia del aire al movimiento de los proyectiles, y a la potencia de la pólvora, con el cálculo de las velocidades de los proyectiles. Comparó los resultados de su teoría con las determinaciones experimentales de distintos tipos de morteros y cañones, y estableció normas prácticas para el manejo de la artillería. También hizo observaciones sobre el vuelo de los cohetes, y escribió sobre las ventajas de los cañones de ánima rayada.
Su trabajo sobre la artillería fue traducido al alemán por Leonhard Euler, que añadió un comentario crítico de su propia mano.

## Matemáticas
De menos interés hoy en día son sus escritos más puramente matemáticos, como su "Discurso sobre la naturaleza y la certeza de los método de Fluxiones y de la Primera y Última Razones de sir Isaac Newton" (1735), "Una demostración de la Undécima Proposición del Tratado de Sir Isaac Newton de cuadraturas" (Phil. Trans., 1727), y obras similares.

## Política
Además de sus trabajos científicos, Robins tomó parte activa en política. Escribió panfletos en apoyo de la oposición a Sir Robert Walpole, y fue secretario de un comité nombrado por la Cámara de los Comunes para investigar la conducta de ese ministro. También escribió un prefacio al Informe sobre las labores del Consejo de Oficiales Generales en su examen de la conducta del Teniente General Sir John Cope, en la que se exoneraba al militar por la derrota de las tropas del rey Jorge II de Gran Bretaña frente a los rebeldes jacobinos en la batalla de Prestonpans en 1745.
En 1749 fue nombrado ingeniero jefe de la Compañía de las Indias Orientales, iniciando un viaje de inspección para supervisar la reconstrucción de sus fortificaciones. Sin embargo, su salud se resintió al poco tiempo, y murió en Fort Saint David en la India. Sus trabajos fueron publicados en dos volúmenes en 1761.

## Reconocimientos y honores
- Miembro de la Royal Society en 1727.
- Medalla Copley en 1746.